# Pont de les Ferreries
El Pont de les Ferreries és un pont del terme municipal de Sant Quirze Safaja, a la comarca del Moianès.
Està situat a la part central del terme, al sud-oest de la cruïlla entre les carreteres C-1413b i la BV-1341. El pont serveix perquè la primera d'aquestes dues carreteres passi per damunt del Tenes. Fou construït el 1889, i deu el seu nom al lloc on es troba, al nord-oest de les Ferreries.